# Undeadable
Undeadable - Dead...but not buried – film niezależny z 2007 roku, którego akcja toczy się w fikcyjnej przyszłości - czasach po wielkich zamieszkach z udziałem zombi powstał według scenariusza reżysera Markusa Haage. Cały film został nakręcony bez żadnego profesjonalnego wsparcia w okresie prawie trzech lat na terenie: Wendessen, Schöningen, Büddenstedt, Hanoweru i Berlina. Niedokończona wersja filmu została pokazana na Helmstedter Filmfestival 3 marca 2007 r.

## Fabuła
Akcja filmu toczy się w świecie, w którym społeczeństwo żyje w ciągłym zagrożeniu ze strony zombie. Każdy kto umrze automatycznie dołącza do ich grona. Dziadkowie, babcie, ojcowie, matki, siostry, synowie... wszyscy mogą stać się zagrożeniem.  Z tego powodu zostały stworzone specjalne domy opieki, w których pielęgniarki są uzbrojone w strzelby. Utworzono również obszary socjalne dla nieumarłych zwane Zom-Biotopami, pierwotnie powstałe by badać zachowanie zombi i ich użyteczność dla różnych specyficznych celów.
Media ciągle nadają informacje o fenomenie zombie, a także odpowiednio zmieniły swoją ramówkę. Utworzona została liga koszykówki o nazwie ZOM-B-A, puszcza się programy, które uczą dzieci jak reagować w sytuacji, kiedy atakuje je zombie, nakręcono również filmy propagandowe na zlecenie rządu. Głównym wątkiem Undeadable są perypetie niezależnej drużyny łowców zombi o nazwie T.A.N.K (TEAM AGAINST NECROMANTIC KRISIS), która musi złapać i zabić określoną ilość zombie w ciągu 24 godzin. Jeśli nie wypełnią zadania nie będą awansowani na funkcjonariuszy i zostaną automatycznie bezrobotni, ponieważ rząd wykorzystuje powstałą atmosferę zagrożenia dla swojej własnej represyjnej agendy i chce przejąć kontrolę nad niezależnymi drużynami łowców zombie tworząc z nich jednostkę kontrolowaną przez państwo. 
Tak naprawdę zagrożenie ze strony zombie już dawno minęło, bo każdy kto umrze ma od razu odcinaną głowę. Jest to standardowa usługa zakładów pogrzebowych. Drużyna T.A.N.K decyduje się więc na wejście do Zom-Biotopu, zniszczonego i opustoszałego obszaru stworzonego przed laty dla obserwacji nieumarłych. Tam próbują zabić wystarczającą ilość zombie by uzyskać awans, ale ich beztroskie zachowanie sprawia, że pakują się w niezłe kłopoty.

## Obsada
- Jörn Höpfner - Heckler
- Fabian Gruba - Schneider
- Oliver Meier - Heiko
- Jan Prill - Koch
- Nils Krawolitzki - Herr AK 47
- Torben Utecht - Zombie
- Martin Haim - Zombie
- Markus Haage - Luger